# لوران باردو
لوران باردو (بالفرنسية: Laurent Pardo)‏ هو لاعب اتحاد الرغبي فرنسي، ولد في 19 فبراير 1958 في بايون في فرنسا.

## وصلات خارجية
- لوران باردو عل موقع إسبنسكروم (الإنجليزية)